# Municipio de Jordan (condado de Lycoming)
El municipio de Jordan  (en inglés: Jordan Township) es un municipio ubicado en el condado de Lycoming en el estado estadounidense de Pensilvania. En el año 2000 tenía una población de 878 habitantes y una densidad poblacional de 16.4 personas por km².

## Geografía
El municipio de Jordan se encuentra ubicado en las coordenadas 41°14′12″N 76°31′05″O / 41.23667, -76.51806.

## Demografía
Según la Oficina del Censo en 2000 los ingresos medios por hogar en la localidad eran de $32,375 y los ingresos medios por familia eran $37,589. Los hombres tenían unos ingresos medios de $28,250 frente a los $20,515 para las mujeres. La renta per cápita para la localidad era de $16,983. Alrededor del 13,1% de la población estaban por debajo del umbral de pobreza.